# Dario Papa
Dario Papa (Rovereto, 24 gennaio 1846 – San Remo, 23 gennaio 1897) è stato un giornalista e politico italiano.

## Biografia
Al momento di accettare la nomina a direttore dell'«Arena» di Verona, Dario Papa scrisse di suo pugno un memorandum che contiene le principali regole del giornalismo.

I. Ti abbonerai [al giornale che io dirigo] e starai in regola col pagamento anticipato.

II. Ci porterai delle notizie più che puoi, ma ti fermerai poco in ufficio.

III. Ci scriverai, occorrendo, ma breve, chiaro, da una parte sola del foglio, mai a tergo.

IV. Non verrai mai a pregarci di sopprimere fatti e nomi. Tientelo a mente: non li sopprimeremo.

V. Rammenterai che il giornale è fatto pel pubblico tutto, non pei soli dilettanti di battibecchi tra giornalisti.

VI. Se avrai la malinconia di mandarci a sfidare [a duello], avrai anche l’avvertenza di non scegliere per padrini degli avvocati.

VII. Le lunghe relazioni su banchetti, discorsi politici, funerali, premiazioni, ecc. e in generale le cose noiose, le manderai agli altri giornali. Se le stamperanno, avrai la nostra gratitudine.

VIII. Non ci raccomanderai di far soffietti a prime donne, tenori, baritoni, neocavalieri, candidati di nessuna specie.

IX. Non ci farai prediche sulla inviolabilità della vita privata quando noi attaccheremo i poco di buono della vita pubblica.

X. Ricorderai che l’editore e proprietario del giornale non ha e non vuole avere alcuna ingerenza nella redazione del giornale stesso.

Fonte: Stefano Lorenzetto, Il Vittorioso, Marsilio, Venezia, 2017.
Fu redattore del «Sole (1866), dell'«Italia Agricola», «La Perseveranza, «Il Pungolo», poi direttore de «L'Arena» di Verona (1874-1880), e nel 1881 divenne caporedattore del «Corriere della Sera». Inviato per un viaggio di studi negli Stati Uniti, apprese il modello organizzativo del New York Herald, il principale quotidiano statunitense dell'epoca. In Messico conobbe il Giovanni Antonio Aymo, giornalista emigrato dal Piemonte, direttore del giornale in lingua spagnola Cronica del Commercio. Papa ne individuò le interessanti potenzialità e lo portò con sé in Italia.

Di ritorno dagli Stati Uniti scrisse a proposito del giornalismo statunitense: 
(Alessandro Mazzanti, L'obiettività giornalistica: un ideale maltrattato, Liguori, Napoli 1991, pag. 64.)
E ancora:
(Dal nostro inviato, Cirillo Neri, Bulzoni editore 2009)
Testimonianza di questo viaggio fu il volume New York, scritto assieme a Ferdinando Fontana, dove esaltò il modello di federalismo americano realizzato dopo la vittoria del presidente Abramo Lincoln sui secessionisti del Sud. Dopo due anni trascorsi in America tornò in Italia.
Deciso a mettere in pratica ciò che aveva appreso oltreoceano, nel 1884 Papa lasciò Verona e si trasferì a Milano, assumendo la direzione del quotidiano L'Italia (1884-1889). Fece un giornale molto attento alla cronaca e alle notizie. Rivoluzionò la veste grafica distribuendo i titoli su più colonne (prima pagina "a vetrina"), in maniera da richiamare maggiormente l'attenzione del lettore; introdusse il neretto nel testo degli articoli. I pezzi dovevano concludersi in fondo ad ogni pagina: erano banditi i "risvolti".
L'esperienza ebbe vita breve: Papa fu costretto dal mercato e dall'ostilità dell'ambiente a chiudere l'esperienza e a tornare alla stampa politica.
 Nel 1890 fondò un quotidiano, L'Italia del Popolo, per dare voce ai repubblicani di Lombardia, che diresse fino alla morte. Nel 1894 fu tra i fondatori della sezione lombarda del Partito Repubblicano Italiano.
Morì nel gennaio 1897 di tubercolosi.

## Opere
- Pier Emilio Francesconi, Poesie; con prefazione di Dario Papa, Verona, tip. G. Franchini, 1875
- Sul feretro di Aleardo Aleardi: discorsi dei comm. Giulio Cammuzzoni, ... (con preambolo di Dario Papa), Verona-Padova, Drucker e Tedeschi, 1878
- La donna in America; Un meeting di donne ; Il giornale dei matrimoni; Due lettere da San Remo sulla donna d'Italia; Un racconto di Natale, Milano, Aliprandi, [188.]
- Il Giornalismo: rivista estera ed italiana, Verona, Franchini, 1880
- New-York (in collaborazione con Ferdinando Fontana), Milano, G. Galli, 1884
- Gustavo Chiesi e Giulio Norsa, Otto mesi d'Africa; con prefazione di Dario Papa, Milano, C. Aliprandi, 1888
- La donna in America, Milano, Carlo Aliprandi Edit., 1889 (Tip. Degli Operai)
- La diffamazione nel Codice penale e la stampa: relazione della commissione composta dei soci: Dario Papa, avv. Domenico Oliva, avv. Enrico Valdata pubblicisti, Milano, Tip. Nazionale di V. Rampetti, 1891
- Viaggi (in collab. con Ferdinando Fontana), Lecco, A. Rota, 1893
- Una gita in Spagna, Lecco, A. Rota, 1893
- Dai paesi dello stato d'assedio : un'udienza al tribunale di guerra (lettera di Dario Papa), Milano, Golio, 1894
- La donna in America e la donna in Italia, Milano, Aliprandi, 1894
- Idee e denari, scritti di Dario Papa, Il Vecchio e Giuseppe Mazzini, Milano, Editori dell'educazione politica, 1900 (postumo)
- Per la giovane Italia del secolo venturo: proposte di un repubblicano lombardo e voti, Milano, Tip.-lit. fratelli Corba, 1900 (postumo)
- Confessioni e battaglie, scelte e pubblicate da Arcangelo Ghisleri, Milano, Società editoriale milanese, 1903